# Spilocuscus rufoniger
Espèce
Synonymes
- Phalanger rufoniger[2]
- Spilocuscus atrimaculatus (Tate, 1945)[3]

Répartition géographique
Statut de conservation UICN

 CR A4cd : 
En danger critique
Spilocuscus rufoniger est une espèce de marsupiaux de la famille des Phalangeridae. C'est l'un des plus grands membres de cette famille. On le rencontre dans le nord de la Nouvelle-Guinée.